# 角上楼
和味の宿 角上楼（なごみのやど かくじょうろう）は、愛知県田原市福江町下地38にある旅館（料理旅館）。
1926年（昭和元年）創業。1936年（昭和11年）竣工の本館（6室）、2005年（平成17年）竣工の別荘 雲上楼（2室）と別邸 翠上楼（3室）、1868年（明治元年）竣工の別館 井筒楼の4棟からなる。2021年（令和3年）には本館が登録有形文化財に登録された。約3000平方メートルの敷地を有する。

## 歴史

### 戦前の歴史
1887年（明治20年）には上村杢左衛門によって福江港～名古屋港を結ぶ定期航路が開拓され、福江は三河湾に臨む港町として発展した。これ以前の天保年間（1830年～1843年）には井筒萬（現在の井筒楼）が創業している。1919年（大正8年）頃、ある旅館の一角に小料理屋の角上が開店した。1926年（昭和元年）には角上を発展させて旅館の角上楼が創業し、1936年（昭和11年）には現在の本館が建築された。
1901年（明治34年）には渥美半島の先端部に大日本帝国陸軍の伊良湖試験場が設置され、半島には多くの陸軍関係者が居住していた。角上楼は陸軍関係者御用達となり、太平洋戦争中には離れを増築してダンスホールを設置した。

### 近年の歴史
1992年（平成4年）2月には先代主人が死去し、先代主人の娘が跡を継いだ。その後、1997年（平成9年）には先代主人の息子である上村純士が跡を継ぎ、1998年（平成10年）6月に改装オープンした。かつては伊良湖岬周辺のホテルに客を奪われていたが、上村純士が継いでから経営が安定し、2006年（平成18年）には約2億円の売上があった。2005年（平成17年）には雲上楼と翠上楼の2棟を建設した。
近くにある井筒萬は建物の老朽化が進行するなどし、2006年（平成18年）に廃業した。井筒萬の所有者が建物の活用を要望したことから、角上楼が井筒萬の建物を購入し、2010年（平成22年）8月には井筒楼（角上楼別館）に改称して営業を再開した。同年には伊勢湾フェリーの存続問題が起こったが、角上楼の経営者である上村純士は署名活動の先頭に立って存続を訴えた。
2013年（平成25年）7月には全国から小規模高級旅館やオーベルジュなどが集まった「日本味の宿」が組織化され、角上楼代表の上村純士が代表に就任した。「日本味の宿」は「主人、女将の顔が見えること」、「地域に根ざした宿づくりを実践していること」、「地域の観光コンシェルジュ的存在であること」、「地産地消をベースに、美味を追求する姿勢を持っていること」の4点をコンセプトとしている。
2016年（平成28年）には囲碁の第41期名人戦7番勝負の会場に選ばれた。9月14日・15日の第2局の会場となり、挑戦者の高尾紳路9段と井山裕太名人が対戦した。以後はほぼ隔年間隔で名人戦の会場に選ばれており、第2018年（平成30年）9月12日・13日には井山裕太名人に張栩9段が挑戦する43期の第2局が、2021年（令和3年）9月15日・16日には井山裕太名人に一力遼天元が挑戦する第46期の第3局の会場となっている。2023年には芝野虎丸名人に井山王座が挑戦する第48期の第3局の会場となっている。
2018年（平成30年）には井筒楼の館内に揚げ物専門レストランのふらい家IZUTSUが開店した。2018年（平成30年）に愛知県立福江高等学校に観光ビジネスコースが設置されると、2019年（令和元年）以降には観光ビジネスコースの有志が出迎えや食事の支度などを経験する実習の場所となっている。2019年（令和元年）に刊行された『ミシュランガイド 愛知・岐阜・三重 2019 特別版』では3つ星相当の「特に快適」な旅館として掲載された。
2021年（令和3年）10月16日には角上楼本館と井筒楼の2棟が、いずれも「国土の歴史的景観に寄与しているもの」として登録有形文化財に登録された。いずれも田原市初の登録有形文化財である。

## 建築

### 井筒楼
井筒楼（旧称は井筒萬）は天保年間（1830年～1843年）創業の料理旅館。1868年（明治元年）竣工。中庭を取り囲むような「ロ」の字形の建物である。北側の表通りに面して入母屋造・妻入の2階建の棟があり、西側に前庭と入母屋造の南北棟、東側に切妻造の東西棟が並んでいる。2階には52畳の大広間を有する。

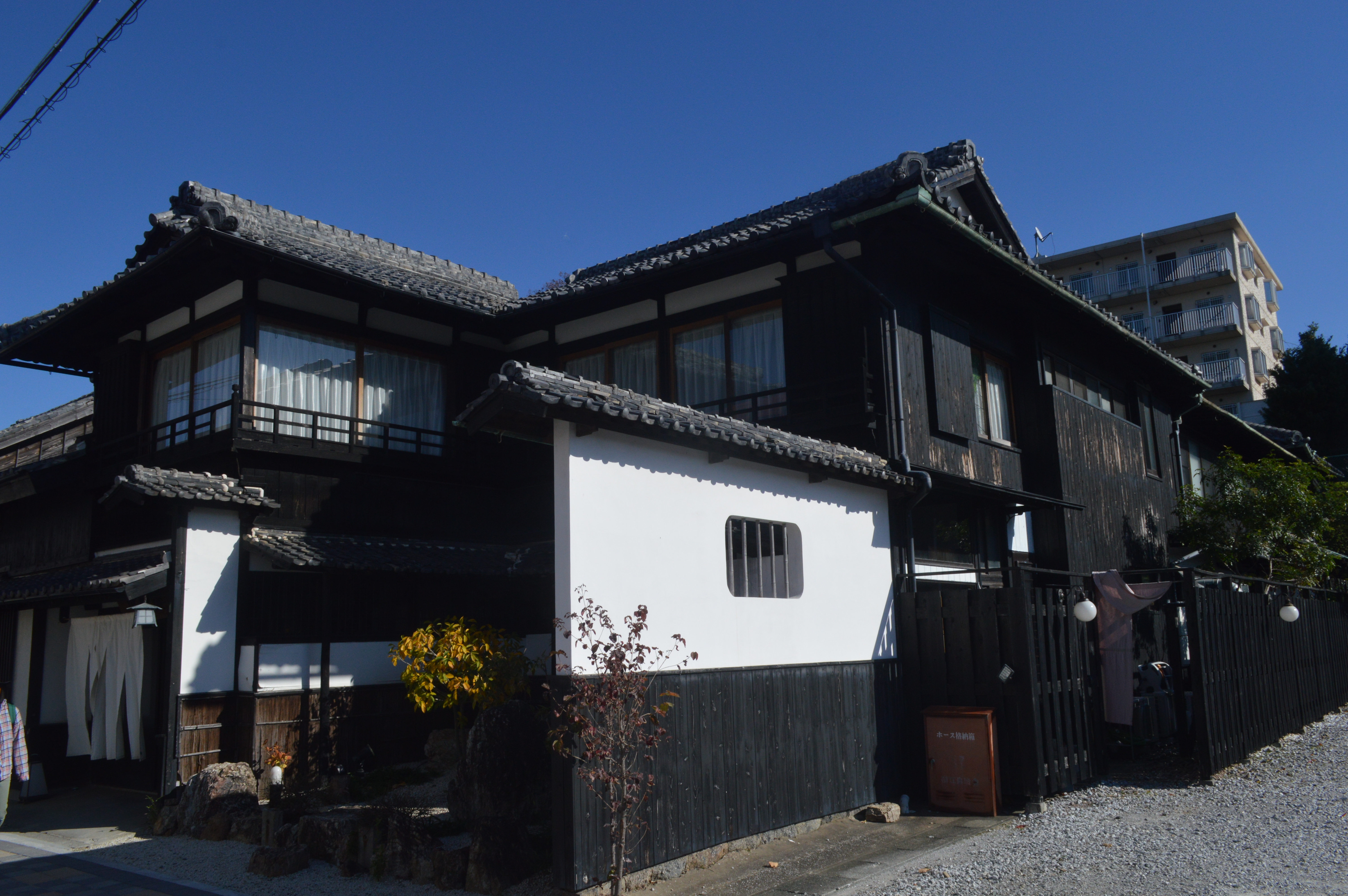
井筒楼
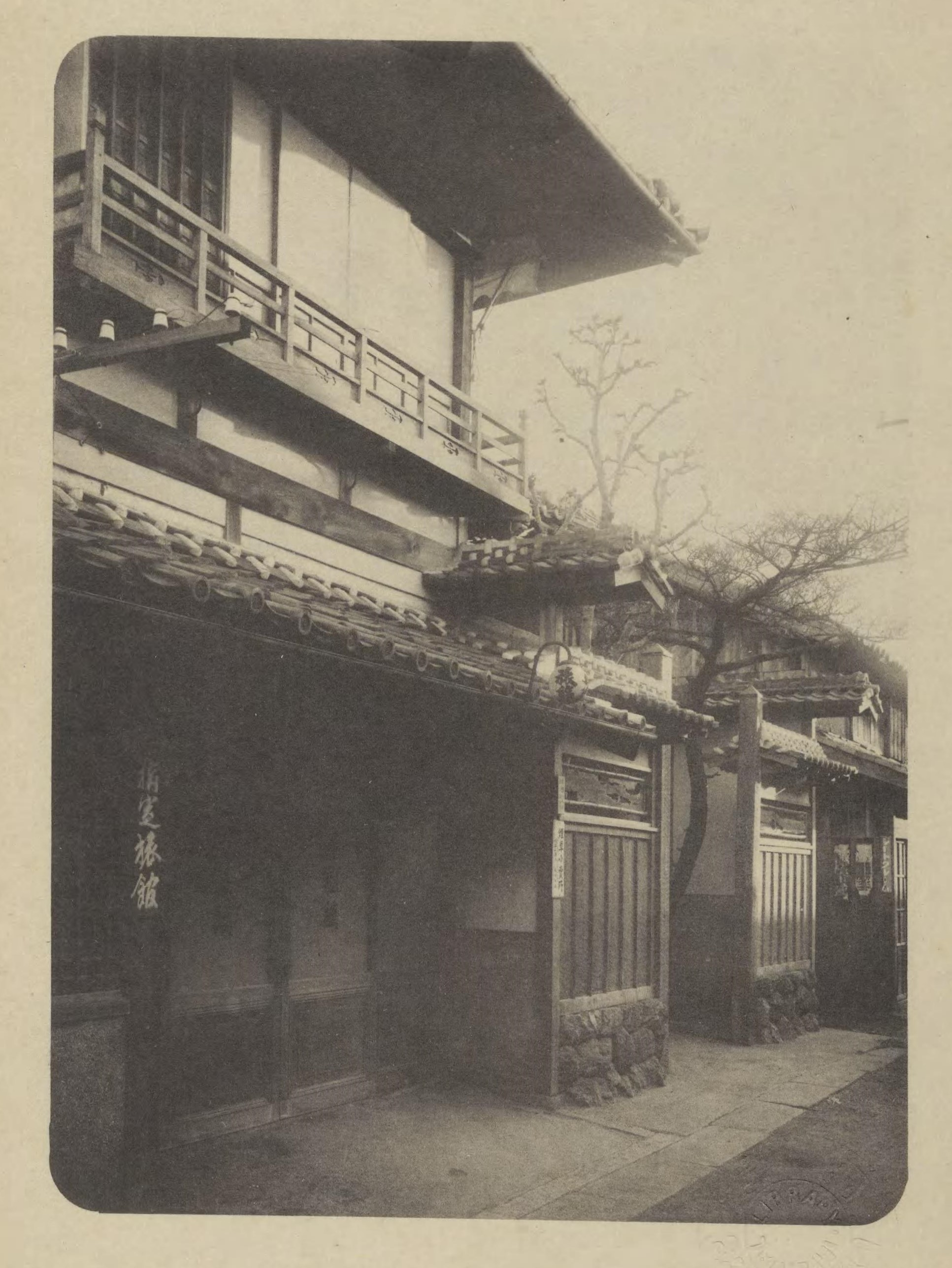
1935年の井筒楼

### 角上楼本館
角上楼は1926年（昭和元年）創業の料理旅館。角上楼本館は中庭を取り囲むような「コ」の字型の建物であり、客室は2階に配されている。北側の表通りに面する東西棟は総2階建てであり、2階には大きなガラス戸を有する近代和風建築である。1989年（平成元年）公開の松竹映画『釣りバカ日誌2』」では「萩」の間がロケ地となり、寝室には出演した三國連太郎直筆の書が飾られている。

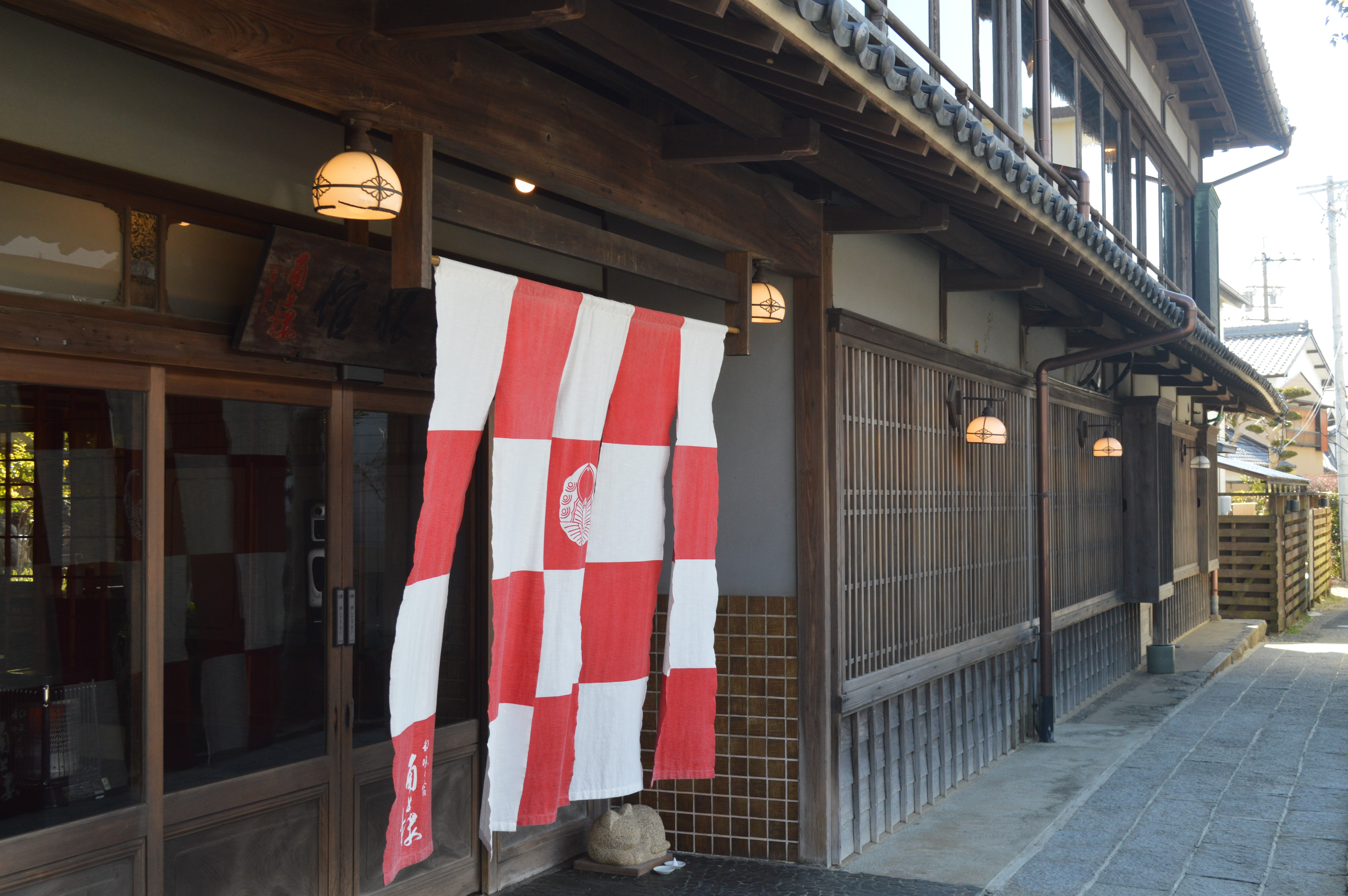
角上楼

## 旅館施設
本館
- 「松」の間
- 「竹」の間
- 「桐」の間
- 「月」の間
- 「萩」の間
- 「炎」の間
- 食事処
- ミューズサロン
- タンズルーム

別荘 雲上楼
- 「空」の間
- 「夕」の間

別邸 翠上楼
- 「福寿」の間
- 「山朱」の間
- 「露草」の間

別館 井筒楼
- 「山吹」の間
- 「紫陽花」の間
- 「早月」の間
- 「桜」の間
- 「梅」の間
- 大広間
- 食事処